# Arsenio Escolar
Arsenio Escolar Ramos (Torresandino, Burgos, 1957) es un periodista español. Fue el director del diario gratuito Madrid y m@s (luego llamado 20 Minutos) desde su fundación en 2000 hasta el 26 de septiembre de 2017 y el presidente de la Asociación Española de Editoriales de Publicaciones Periódicas (AEEPP). Desde marzo de 2021 es director de Relaciones Institucionales y Formación de elDiario.es. 
En otoño de 2018 fundó Archiletras, un proyecto dedicado a la lengua española, con la edición de varias revistas (Archiletras y Archiletras Científica y una página digital.

## Biografía
Nacido en Torresandino (Burgos) en 1957, estudió Periodismo y se licenció en Filología Hispánica en la Universidad Complutense de Madrid. Está casado con la también filóloga, periodista y experta en cantantes líricos Montse Román. Son padres del periodista Ignacio Escolar.

## Trayectoria
Comenzó su carrera en el diario profesional del magisterio Escuela Española. Ha trabajado como subdirector de El País, subdirector de Cinco Días, director del diario Claro, redactor jefe del diario El Sol y director de Diario 16 de Burgos. Dirigió hasta septiembre de 2017 20 minutos. En otoño de 2018 fundó Archiletras.
Es analista político en distintos medios. Participa en la tertulia Los desayunos de TVE y en RNE.

## Libros publicados
- La nación inventada. Una historia diferente de Castilla. Ed. Península. 2010. ISBN 978-84-9942-047-9.
- El justiciero cruel. Ed. Península. 2012. ISBN 9788499421575.
- Arsénico sin compasión (una radiografía en verso de la actualidad española). Ediciones Península.
- Coautor con Montse Román de La golondrina enamorada y otros cuentos de La Alcarria. El Aleph Editores. 2012.[5]

## Premios
1. Premio José María  de Cossío (1986).
2. Premio Víctor de la Serna / Periodista del Año (2006).
3. Premio José Manuel Porquet de periodismo digital (2007).
4. Premio Talento Comunicativo de la Universidad Complutense (2012).